# البویضه الشرقیه
البویضة الشرقیة یک منطقهٔ مسکونی در سوریه است که در حمص واقع شده‌است.

## خصوصیات
البویضة الشرقیة ۳٬۱۹۶ نفر جمعیت دارد.